# Corinne Abraham
Corinne Abraham (* 5. November 1977) ist eine ehemalige britische Triathletin. Sie ist Ironman-Europameisterin (2014), mehrfache Ironman-Siegerin (2013–2019) und wird geführt in der Bestenliste britischer Triathletinnen auf der Ironman-Distanz.

## Werdegang
Corinne Abraham war in ihrer Jugend im Judo aktiv.
Bei ihrem ersten Start auf der Ironman-Distanz (3,86 km Schwimmen, 180,2 km Radfahren und 42,195 km Laufen) wurde sie im August 2010 in Regensburg Dritte und sie holte sich als Siegerin ihrer Altersklasse einen Startplatz bei der Weltmeisterschaft, dem Ironman Hawaii. Im Juli 2012 wurde die laufstarke britische Triathletin Dritte bei der Ironman-Europameisterschaft in Frankfurt am Main.
Im März 2013 gewann Corinne Abraham in Australien den Ironman Melbourne. Nach einer Beckenverletzung im August 2013 musste sie für einige Monate pausieren und konnte beim Ironman Hawaii (WM) im Oktoberdes Jahres nicht starten.

### Siegerin Ironman European Championships 2014
2014 wurde sie im Juli in Frankfurt am Main Ironman-Europameisterin, sie qualifizierte sich erneut für die Weltmeisterschaft auf Hawaii, ging im Oktober dort erstmals als Profi-Athletin an den Start und belegte den elften Rang.
Im November 2015 konnte Corinne Abraham in Mexico ihren dritten Ironman-Sieg erzielen. Corinne Abraham startete bis 2015 für das UPlace-BMC Professional Triathlon Team und in der Saison 2016 für das österreichische pewag racing team des Kettenherstellers pewag.
Im Mai 2018 gewann sie auf der Mitteldistanz die Challenge Lisboa, nachdem sie hier im Vorjahr den sechsten Rang belegt hatte. Den Ironman France konnte sie im Juni mit neuem Streckenrekord als viertes Ironman-Rennen für sich entscheiden. Im August gewann sie mit persönlicher Bestzeit auf der Ironman-Distanz in Schweden und stellte mit 4:34:32 h den viertschnellsten Radsplit der Frauen auf der Langdistanz ein.
Im August 2019 holte sie sich beim Ironman Tallinn in Estland ihren sechsten Ironman-Sieg und sie stellte auch dort einen neuen Streckenrekord ein. 
Seit 2019 tritt Corinne Abraham nicht mehr international in Erscheinung.

## Sportliche Erfolge
| Datum/Jahr    | Rang | Wettbewerb             | Austragungsort   | Zeit     | Bemerkung |
| ------------- | ---- | ---------------------- | ---------------- | -------- | --- |
| 19. Mai 2018  | 1    | Challenge Lisboa       | Lissabon         | 04:00:42 | |
| 7. Mai 2017   | 6    | Challenge Lisboa       | Lissabon         | 04:20:55 | hinter der britischen Siegerin Lucy Charles                                                                           |
| 22. Apr. 2017 | 9    | Challenge Gran Canaria | Mogán            | 05:09:14 | |
| 8. Nov. 2015  | 3    | Ironman 70.3 Austin    | Austin           | 04:29:26 | |
| 2. Mai 2015   | 1    | Volcano Triathlon      | Lanzarote        | 02:09:19 | |
| 9. Juni 2013  | 6    | Challenge Kraichgau    | Kraichgau        | 04:39:30 | |
| 28. Okt. 2012 | 5    | Ironman 70.3 Miami     | Miami            | 04:14:04 | mit der schnellsten Zeit auf der Halbmarathon-Distanz (1:20:08 Stunden) hinter der Siegerin, der Britin Leanda Cave   |
| 1. Apr. 2012  | 17   | Ironman 70.3 Texas     | Galveston Island |          | |
| 24. Juli 2011 | 5    | Antwerp Ironman 70.3   | Antwerpen        | 04:29:23 | |
| 4. Juli 2010  | 2    | Big Cow Cowman         | Buckinghamshire  |          | auf der Mitteldistanz Zweite hinter Yvette Grice (Triathlon England National Middle Distance Triathlon Championships) |

| Datum/Jahr    | Rang | Wettbewerb         | Austragungsort    | Zeit     | Bemerkung |
| ------------- | ---- | ------------------ | ----------------- | -------- | --- |
| 3. Aug. 2019  | 1    | Ironman Tallinn    | Tallinn           | 08:55:22 | Streckenrekord |
| 13. Okt. 2018 | 9    | Ironman Hawaii     | Hawaii            | 08:57:54 | |
| 18. Aug. 2018 | 1    | Ironman Sweden     | Kalmar            | 08:45:06 | mit persönlicher Bestzeit auf der Ironman-Distanz                                                                                            |
| 24. Juni 2018 | 1    | Ironman France     | Nizza             | 09:11:39 | Sieg in Nizza mit neuem Streckenrekord; 2:56:45 h für den Marathon                                                                           |
| 14. Okt. 2017 | 16   | Ironman Hawaii     | Hawaii            | 09:30:37 | |
| 2. Juli 2017  | 2    | Ironman Austria    | Klagenfurt        | 09:08:03 | Zweite hinter Eva Wutti |
| 20. Mai 2017  | 2    | Ironman Lanzarote  | Puerto del Carmen | 09:44:29 | |
| 27. Nov. 2016 | 4    | Ironman Mexico     | Cozumel           | 09:19:14 | |
| 29. Nov. 2015 | 1    | Ironman Mexico     | Cozumel           | 09:06:40 | dritter Ironman-Sieg – Marathon in 3:07:38 Stunden                                                                                           |
| 16. Mai 2015  | 5    | Ironman Texas      | The Woodlands     | 09:12:20 | |
| 11. Okt. 2014 | 11   | Ironman Hawaii     | Hawaii            | 09:25:04 | Ironman-Weltmeisterschaft |
| 6. Juli 2014  | 1    | Ironman Germany    | Frankfurt         | 08:52:40 | Ironman-Europameisterin |
| 17. Mai 2014  | 3    | Ironman Lanzarote  | Puerto del Carmen | 09:51:42 | [ 8 ] |
| 24. März 2013 | 1    | Ironman Melbourne  | Melbourne         | 08:10:56 | Die Schwimmdistanz musste aufgrund der Witterungsverhältnisse auf verkürztem Kurs ausgetragen werden.                                        |
| 18. Nov. 2012 | 3    | Ironman Arizona    | Tempe             | 09:15:10 | |
| 8. Juli 2012  | 3    | Ironman Germany    | Frankfurt         | 09:21:03 | Dritte bei der Ironman-Europameisterschaft (Marathon in 3:08:14 Stunden)                                                                     |
| 19. Mai 2012  | 4    | Ironman Texas      | The Woodlands     | 09:18:39 | |
| 11. Sep. 2011 | DNF  | Ironman Wales      | Pembrokeshire     | –        | |
| 21. Mai 2011  | DNF  | Ironman Texas      | The Woodlands     | –        | |
| 9. Okt. 2010  |      | Ironman Hawaii     | Hawaii            | 10:09:22 | Ironman-Weltmeisterschaft – 10. Rang in der Klasse W30-34                                                                                    |
| 1. Aug. 2010  | 3    | Ironman Regensburg | Regensburg        | 09:41:21 | Siegerin der Altersklasse als schnellste Amateurin beim ersten Ironman-Start und damit qualifiziert für einen Startplatz beim Ironman Hawaii |

(DNF – Did Not Finish)